# 内藤丈草
内藤 丈草（ないとう じょうそう、寛文2年（1662年） - 元禄17年2月24日（1704年3月29日））は、現在の愛知県犬山市出身の江戸時代前・中期の俳人。名は本常（もとつね）。通称は林右衛門、号を丈草、別号を仏幻庵など。松尾芭蕉の門人となり、蕉門十哲の一人となった。

## 経歴
尾張藩犬山領主成瀬家家臣・内藤源左衛門の長子として生まれる。丈草の父源左衛門は、実姉の松寿院が成瀬正虎の愛妾だった縁で、成瀬家に仕官が許された。
丈草は14歳で寺尾直竜に出仕する。寺尾直竜は俳諧を嗜み、不木と号した俳人であった。18歳の頃、名古屋に遊学し、穂積元庵に漢学を学んだとされる。貞享5年（1688年）8月、27歳にして遁世。遁世後、玉堂和尚ゆかりの寺院で過ごし、奥の細道の旅から帰った松尾芭蕉に出逢う。やがて、『猿蓑』の跋を執筆するほどの信頼を得て、元禄6年（1693年）無名庵に入るが、翌年、芭蕉が亡くなる。喪が明けると、芭蕉の眠る義仲寺のほとりに仏幻庵を結び、大行脚や経塚建立を果たした。
元禄17年（1704年）2月14日、43歳没。

## 俳風
堀切実は、自然観照に基づく叙景句、自らの心情を反映させた境涯句、鋭い観察眼と洒脱な心境によるユーモラスな句の3つの傾向があると指摘する。
代表句
連れのあるところへ掃くぞきりぎりす　　（『そこの花』）
淋しさの底ぬけてみるみぞれかな　　（『篇突』）
鷹の目の枯野にすわるあらしかな　　（『菊の香』）
郭公鳴くや湖水のささにごり　　（『芭蕉庵小文庫』）
藍壺にきれを失ふ寒さかな　　（『丈草書簡』）
ほととぎす啼くや榎も梅桜　（『嵯峨日記』）
うづくまる 薬缶の下のさむさ哉　（元禄７年10月11日の作『去来抄』）
幾人かしぐれかけぬく勢田の橋　　（『猿蓑』）
まじはりは紙子の切を譲りけり　（『猿蓑』）
背戸口の入江にのぼる千鳥かな　（『猿蓑』）
水底を見て来た貌の小鴨哉　（『猿蓑』）
しずかさを數珠もおもはず網代守　（『猿蓑』）
一月は我に米かせはちたゝき　（『猿蓑』）
ほとゝぎす瀧よりかみのわたりかな　（『猿蓑』）
隙明や蚤の出て行耳の穴　（『猿蓑』）
京筑紫去年の月とふ僧中間　（『猿蓑』）
行秋の四五日弱るすゝき哉　（『猿蓑』）
我事と鯲のにげし根芹哉　（『猿蓑』）
眞先に見し枝ならんちる櫻　（『猿蓑』）
角いれし人をかしらや花の友　（『続猿蓑』）
大はらや蝶の出てまふ朧月　（『炭俵』）
うかうかと來ては花見の留守居哉　（『炭俵』）
雨乞の雨氣こはがるかり着哉　（『炭俵』）
悔いふ人のとぎれやきりぎりす　（『炭俵』）
芦の穂や貌撫揚る夢ごゝろ　（『炭俵』）
水風呂の下や案山子の身の終　（『炭俵』）
黒みけり沖の時雨の行ところ　（『炭俵』）
榾の火やあかつき方の五六尺　（『炭俵』）
ほとゝぎす啼や湖水のさゝ濁　（『續猿蓑』）
舟引の道かたよけて月見哉　（『續猿蓑』）
ぬけがらにならびて死る秋のせみ　（『續猿蓑』）
借りかけし庵の噂やけふの菊　（『續猿蓑』）
小夜ちどり庚申まちの舟屋形　（『續猿蓑』）
あら猫のかけ出す軒や冬の月　（『續猿蓑』）
思はずの雪見や日枝の前後　（『續猿蓑』）
鼠ども出立の芋をこかしけり　（『續猿蓑』）
朝霜や茶湯の後のくすり鍋　　（『有礒海』）
下京をめぐりて火燵行脚かな　　（『記念題』）
春雨やぬ出たまゝの夜着の穴　　（『笈日記』）
陽炎や塚より外に住むばかり　　（『初蝉』）
石経の墨を添へけり初しぐれ　　（『喪の名残』）
着て立てば夜の衾も無かりけり　　（『幻の庵』）
蚊帳を出て又障子あり夏の月　　（『志津屋敷』）

## 関連項目

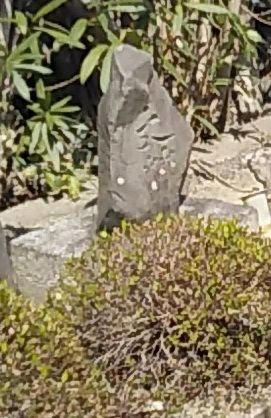
内藤丈草の墓(大津市竜が丘俳人墓地)

## 作品
編著
『寝ころび草』
『驢鳴草』（漢詩集）
『丈草俳句集』蝶夢編
追悼集
『幻九庵』魯九編、宝永元年（1704年）
『鳰法華』魯九編、宝永7年（1710年）
『竜ヶ岡』馬州編、宝暦3年（1753年）
『竜ヶ岡』礪山編、嘉永3年（1850年）

## 関連書籍
- 童門冬二『小説 内藤丈草』 1997 富士見書房